# Терехин, Виктор Александрович
Виктор Александрович Терехин (1 ноября 1952, Ключи, Пензенская область) — советский и российский деятель судебной системы. Заслуженный юрист Российской Федерации (1995). Заслуженный юрист Пензенской области (2012). Заведующий кафедрой «Правосудие» ПГУ с 2006 года.
Председатель Пензенского областного суда с 1998 по 2006 гг.

## Биография
Родился 1 ноября 1952 года в селе Ключи Малосердобинского района Пензенской области.
Трудовую деятельность начал в 1970 году на заводе запасных деталей и частей в г. Балаково Саратовской области. Работал учеником токаря и токарем.
В 1971-1973 гг. проходил службу в Советской Армии. По возвращении из армии год работал электрослесарем на заводе железобетонных изделий № 2 в г. Балаково.
В 1974-1978 гг. обучался в Саратовском юридическом институте им. Д. Курского.
По окончании института шестнадцать с половиной лет работал в Сахалинской области. Прошел путь от стажёра до председателя областного суда.
В 1978 г. в течение четырех месяцев — стажёр народного судьи Корсаковского городского народного суда.
В 1978-1980 гг. - народный судья Корсаковского городского народного суда Сахалинской области.
Свыше трех лет (1980-1983 гг.) - председатель Корсаковского городского суда.
В 1983-1985 гг. — инструктор отдела административных органов Сахалинского ОК КПСС.
В 1985-1988 гг. - заместитель председателя Сахалинского областного суда.
В 1988-1995 гг. — председатель Сахалинского областного суда.
В 1995-1998 гг. — заместитель председателя Пензенского областного суда.
С 1998 по 2006 гг. — председатель Пензенского областного суда.
С 2006 год по настоящее время — заведующий кафедрой «Правосудие» ПГУ.

## Научная деятельность
В 2001 году защитил диссертацию на соискание учёной степени кандидата юридических наук на тему: «Судебная власть в государственно-правовом механизме обеспечения прав и свобод граждан».
Ведет практикоориентирующие учебные дисциплины: «Судебная защита», «Процессуальные документы», а также «Судебная правовая политика». Его научно-педагогический стаж составляет свыше 21 год.
Терехин В.А. большое внимание уделяет практической составляющей учебного процесса, укреплению не только теоретических, но и прикладных начал в подготовке юристов. Им разработана современная методика по решению практических задач и изготовлению процессуальных документов.
Подготовил шесть кандидатов юридических наук.

## Публикации
Автор свыше 130 научных трудов, в том числе ряда монографий; свыше 50 научных статей, опубликованных в журналах из перечня ВАК РФ. Индекс Хирша - 18.
Является автором учебного пособия для студентов-бакалавров «Судебная защита» (Изд-во ПГУ, 2016).
Некоторые труды:
Монографии:
- Алейников Б.Н., Малько А.В., Терехин В.А. и др. Судебная реформа в России на рубеже XX - XXI веков: монография / под ред. В.А. Терехина. М.: Юрлитинформ, 2017. 376 с. ISBN 978-5-4396-1346-5
- Терехин В.А., Герасимова А.А. Функции судебной власти в механизме российского государства: монография. М.: Юрлитинформ, 2015. 296 с.
- Терехин В.А. Суд в государственно-правовом механизме обеспечения прав и свобод человека: теория и практика: монография. М.: Юрлитинформ, 2013. 352 с. ISBN  978-5-4396-0423-4

Статьи в научных журналах:
- Терехин В.А. Утверждение самостоятельности судебной власти - приоритетное направление современной реформы// Российская юстиция. 2021. № 12.
- Малько А.В., Афанасьев С.Ф., Терехин В.А. Судебная реформа как инструмент повышения эффективности правовой защищенности личности // Правоприменение. 2021. Т. 5. № 2.
- Терехин В.А. Мировая юстиция в современной России: от идеи возрождения до конституционного статуса // Российская юстиция. 2020. № 7.
- Малько А.В., Терехин В.А., Афанасьев С.Ф. Смертная в современной России: не пора ли наконец определяиться? // Криминологический журнал Байкальского государственного университета экономики и права. 2014. № 2. С.
- Малько А.В., Терехин В.А. Судебная политика как средство оптимизации правосудия в Российской Федерации // Государство и право. 2016. № 7. С.
- Терехин В.А. Некоторые аспекты содержания проекта концепции судеюной политики в Российской Федерации // Правовая политика и правовая жизнь. 2014. № 1.
- Терехин В.А. Правосудие как ключевой компонент судебной деятельности: проблемы понимания // Правовая политика и правовая жизнь. 2015. № 3.[8].

## Награды
- Орден Почёта (Россия) (2001);
- Заслуженный юрист Российской Федерации (1995);
- Заслуженный юрист Пензенской области (2012)[9];
- медаль «20 лет Совету судей Российской Федерации» (2012);
- медаль ордена «За заслуги перед Пензенской областью» (2022)[10];
- почетный знак губернатора Пензенской области «Во славу земли Пензенской» (2002);
- почетный знак «Ветеран судебной системы»;
- юбилейная медаль «В память 350-летия Пензы» (2013).

## Почетные звания
- Почетный профессор Чжэнчжоуского университета КНР;
- Почетный гражданин села Ключи Малосердобинского района Пензенской области (2012);
- Лауреат премии «Юрист года Пензенской области» (2015)[11].